# Копаново (Рязанская область)
Копаново — село в Шиловском районе Рязанской области в составе Борковского сельского поселения.

## Географическое положение
Село Копаново расположено  на правом берегу реки Оки в 32 км к северо-востоку от пгт Шилово. Расстояние от села до районного центра Шилово по автодороге — 59 км.
К югу от села Копаново расположено устье реки Мышца, к западу — река Ока, старица Ниверга и пойменные озера Глубокое, Мелкое, Нижнее и Перница, к северу — озеро Затон, устье реки Торта, лесной массив с урочищем Чунцы и туристическая база «Ока» с лодочной станцией. К северу от села Копаново река Ока на протяжении почти 70 км петляет по широкой пойме, образуя так называемые Кочемарские луки (по имени деревни Кочемары Касимовского района) с цветущими пойменными лугами, дубравами, зарослями кустарника, обилием озер, ручьев и болот. Кочемарские луки — излюбленное место туристов, охотников и рыболовов. Ближайшие населенные пункты — села Свинчус и Борки.

## Население
По данным переписи населения 2010 г. в селе Копаново постоянно проживают 42 чел. (в 1992 г. — 128 чел.).

## Происхождение названия
Согласно «Толковому словарю» В. Даля и «Словарю народных географических терминов» Э. Мурзаева, копанец — м. ровец, канавка для стока воды; место, где копают глину; юж. копань — ямный колодец; нвг. яма или прорытое у болота окошко, для мочки льна. Копань — ж. яма, вырытая для скопления дождевой воды. Юж. и юговост. неглубокий, ямный колодезь, без сруба; деревня, исподволь при копнях поселившаяся. Ярс, ряз. чащоба, росчисть, починок, кулига, кал. копанье.
По мнению рязанских краеведов А. В. Бабурина и А. А. Никольского, название села возникло из народного географического термина копань, зафиксированного на территории Рязанской области в значении «поле, расчищенное от леса для пашни».
Народная этимология объясняет название села также тем, что некогда спасающиеся от набегов кочевников жители села окапывали свои жилища глубокими рвами.
Действительно в Копаново издревле существовал брод и перевоз через реку Оку, по которым торговые обозы из Старой Рязани перемещались к Городцу-Мещерскому (совр. Касимову).
Вплоть до начала XX века название села писалось как Копоново.

## История
Впервые упоминается под 1187 г. , когда Владимирский князь Всеволод, отмечен походом на Рязань. 
В связи с чем Радзивиловская и Суздальская летописи по Академическому списку отмечают эти места, в частности город Копанов, что ныне село Копаново.
Подтверждается это и в Лаврентьевской летописи и у В. Н. Татищева - где оба летописца не справившись с расшифровкой древнерусского правописания, слово "иде Копонову», поняли: первый, как " иде к Попову», второй, "иде к Опакову».
Везде основой ошибки выступает буква "н», легко путаемая с "к» и "п». Что характерно, именно эти места, в частности находящаяся близ села Копаново деревня Комарево, будет отмечаться в писцовых книгах 16 века как территория Старорязанского стана, ее самая северо-восточная окраина.
1210 год, В Лаврентьевской и Симеоновской летописях опять приводятся эти места, где "великий князь Всеволод посла с полком Кузму Ратьшича , меченошню своего и взя те Пру и възратися со многим полоном в Володимир». Расшифровщики летописей записали два слова - "те» и "Пру» вместе, создав новую "местность» - "тепру».
Но в Никоновской летописи все ставится на свои места, отмечая "взятие Пры Рязанской вниз по Оке». К слову, данное нападение владимирских войск было осуществлено как обычно в то время, когда все князья рязанские сидели во Владимирских темницах, и владимировцы воспользовались случаем, чтобы опустошить рязанско - муромское пограничье.«Всеволод из Коломны иде на братью свою и перебродивше Оку идоша Копонову».
Вторично отмечается в ПКРК за 1594/97 г. г. пуст. Комарево принадлежащая к с. Копанову.
Само Копаново упоминается в " Выписи же с отдельных книг отделу городового приказщика Ивана Филиппова лета 7107 –го (1599), августа в 27 день».
Первые известные землевладельцы села упоминаемые в ПКРК в 1594/1597 гг. - Алтунины, Котовы, Мисюревы, Осеевы и Осеевы-Ляпуновы.
В 1613 г. отец копоновских землевладельцев принимал участие в избрании на царство Михаила Романова, под №111 написано: "Моисей Глебов руку приложил».Копоновцы принимали участие во многих войнах.
По алфавиту вотчинников, за московское осадное сидение 1618г. пожалованы землями в Шацком у. , Борисоглебском ст. в с. Копоново: Глебов Данила Мосеев с.;

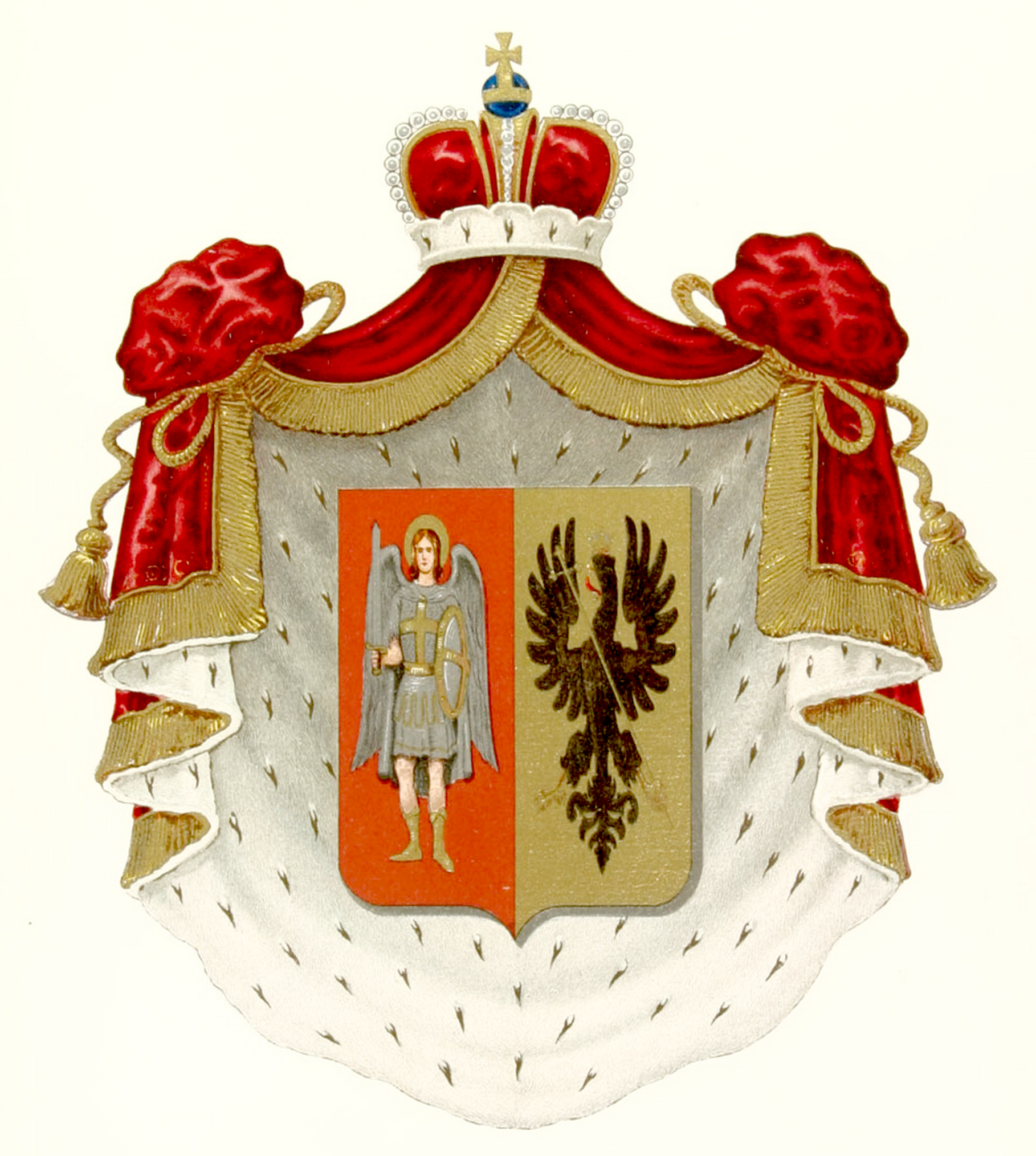
Герб рода князей Мышецких.

В качестве села Копаново впервые упоминается в писцовых книгах Воейкова за 1628—1629 гг., где ему дается следующее описание:
«В Борисоглебском стану за Моисеем Федоровым сыном Глебовым да за сыном ево за Данилом в вотчине половина села Копонова, а другая половина того села за Архиппом за Самсоновым, а в селе церковь Преображение Господа нашего Иисуса Христа вверх, а другая церковь святые мученицы Парасковеи, нарицаемые Пятницы, клецки, обе древяны, а в церквах образы и свечи и колокола и все строенье мирское – приходных людей, да на церковной земле: двор поп Семион Афанасьев, двор поп Ортемей Тимофеев, двор пономарь Марко Левонтьев, двор проскурница Федосьица. Пашни паханые церковные земли середние 20 чети в поле, а в дву потомуж, да в сележ: двор вотчинников, 8 дворов крестьянских, бобыльских 8 дворов, 7 дворов пустых».
Недалеко от села находилась деревня Комарова, где числилось «4 двора крестьянских, 2 двора бобыльских, 2 двора пустых и 3 места дворовых пустых».
Как видно из приведенного документа, в начале XVII в. село Копаново было небольшим (16 дворов, или 22 двора вместе с деревней Комарово), но имело 2 деревянных церкви (Преображенскую и Пятницкую), и принадлежало семьям двух землевладельцев — Глебовым и Самсоновым.Копаново,как прародина Пушкина А.С. и Толстого Л.Н. связано с дворянским родом Глебовых, которые владели Копановым.
Немалая лепта в освоение Сибири принадлежит роду Глебовых, землевладельцам в Свинчусе, Копанове и Илебниках. Глебов Михаил Иванович со 2 мая 1678 г. по 6 апреля 1680 г. товарищ при воеводе Петре Васильевиче Шереметьеве в Тобольске.
В Касимовск. писц. кн. Воейкова 136 и 137 г. :Копоново описывается так: "В Борисоглебском стану за Моисеем Федоровым сыном Глебовым да за сыном ево за Данилом в вотчине половина села Копонова».
В 1696-1706 гг. сын копановского землевладельца Глебов Богдан (Иван) Данилович воевода в Енисейске, а до этого в (1686-1688 гг. ) в Тобольске, товарищ воеводы Алексея Петровича Головина.
На енисейском воеводстве с Глебовым Б. Д. были два сына, Федор и Степан.
И хотя весь род Глебовых славен мужеством и волей, всех превзойдет Степан. За любовь с женой Петра I, монахиней Евдокией Лопухиной, майор Глебов "пытанный страшно кнутом, раскаленным железом, горящими углями, 3-е суток привязанный к столбу на доске с деревянными гвоздями, ни в чем не сознался. Посаженный затем на кол, он за 14 часов, несмотря на страшные мученья, попросил только о святом причастии».
С такими натурами, можно покорять не только Сибирь.
"…другая половина того села за Apхиппом за Самсоновым.Самый известный из рода, генерал от кавалерии. Александр Васильевич Самсонов 1859-1914. , командующего 2-й армией в 1-ю мировую войну.
Погибший вместе с армией в Пруссии. "... а в ceле церковь Преображенiе Господа нашего Iисуса Христа вверх, а другая церковь святыя мученицы Парасковья, нарицаемыя Пятницы, клецки, обе деревяны, а в церквах образы и свечи и колокола и все церковное строенье мiрское — приходных людей, да на церковной земле: дворъ попъ Семiонъ А?анасьевъ, дворъ попъ Ортемей Тимо?еевъ, дворъ пономарь Марко Левонтьевъ, дворъ проскурница ?едосьица. Пашни паханые церковные земли середнie 20 чети в поле, а в дву потомуж, да в сележ: двор вотчинников, 8 дворов крестьянских, бобыльских 8 дворов, 7 дворов пустых».
В подлинных писцовых книгах Шацка и Касимова 1658—1659 гг. в селе Копаново церковной земли показано только «12 четвертей в поле, а в дву потомуж, сена по Оке реке 60 копен, лес черной большой».

По окладным книгам 1676 г. в приходе к Преображенской церкви села Копаново показаны 
«помещиковых 2 двора, крестьянских 59 дворов, 2 двора бобыльских. Деревня Комарево, а в ней крестьянских 33 двора, 5 дворов бобыльских», 
согласно «скаске попове», церковной земли состояло «4 четв. в поле, а в дву потомуж, сенного покосу на 10 копен».

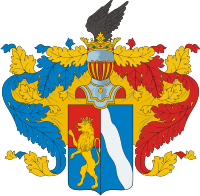
Герб рода дворян Свечиных.

То же количество земли и приходских дворов показано в селе Копанове и под 1736 г. Но и столь незначительным количеством церковной земли Преображенский причт не всегда пользовался свободно, в 1747 г. иерей Феодор жаловался, что 
«того села Копонова бригадира Ивана Федорова сына Глебова прикащик Никита Федоров наглостию своею старинную церковную землю пахать и сеять ему (как в яровом, так и в озимом поле) с причетники воспретил, а ему велел пахать и сеять самую худую господскую землю, которую он и не пахал».
Церковь в селе к этому времени числилась только одна — деревянная Преображенская.
По переписи 1710 года: Азовская губерния: Шацкий уезд: Борисоглебский стан: Переписная книга переписи стольника Михаила Ивановича Сербина, в Копонове:… за стольником Иваном Михайловым сыном Головиным крестьянские дворы…за боярином Тихоном Никитичем Стрешневым дворы крестьянския. . . за стольником Александром Архиповым сыном Самсоновым двор ево вотчинников. … за стольником Михаилом Архиповым сыном Самсоновым крестьянские дворы. … В том же селе Копонове за маеором Федором (л. 110) Никитиным сыном Глебовым двор ево помещиков. За ним же Федором Никитиным в деревни Комаревой крестьянские дворы. Всего в селе Копонове за розными помещики помещиков един двор салдацких 9 дворов крестьянских 76 дворов вдовых 2 двора всего 88 дворов . . . (л. 112. "Время построения в с. Копонове дер. Преображенской церкви с приделом Успенским с точно неизвестно; но, вероятно, должно быть отнесено ко второй половине прошлаго(18в. ) столетия, она в настоящее время пришла в значительную ветхость и требует безотложно исправления.
Землевладелец Копанова, генерал А. И. Грессер – Герой войны 1812 года.Его портрет находится в Военной Галерее Зимнего Дворца.
По переписи 1886, Копаново Ерахтурской волости Касимовского уъезда, в нем 215 домохозяйств, 981 жителей (474 муж. и 507жен. душ), грамотных 47 муж, 11 уч-ся мальчиков, земско-общественная школа.Из торговых заведений имелись: 2 мелочных, 1 чайная и 2 винные лавки.Из общих зданий - пожарный сарай. Отхожим промыслом занимались 13 жен. и 126 муж. , из них 122 бондаря.
В середине XIX в. Копоновым владел князь Мышецкий, женатый на дочери генерала А. И. Грессер и помещицы, Свечина и Карцева.
В 1905 с, именовалось Копонове, относилось к Ерахтурской волости Касимовского уезда, в К. было 153 дворов, 463 муж. и 498 жен. дер. церковь, зем. школа, пристань Качкова.По ревизии 1858 г. в Копаново насчитывалось 108 дворов крестьян, в которых проживало 1052 жителя (513 мужчин и 539 женщин). Грамотными числились 44 мужчины и 1 женщина, в церковно-приходской школе училось 10 мальчиков. Село являлось важной пристанью на реке Оке, где ежегодно отгружалось до 700 тыс. пудов леса и рыбы. В 1870 г. в селе Копаново пало 500 голов крупного рогатого скота, в 1875 г. побило градом посевы яровой ржи.
К 1891 г., по данным И. В. Добролюбова, в приходе к Преображенской церкви села Копаново, состоявшем из одного только села, числилось 120 дворов, в коих проживало 471 душа мужского и 515 душ женского пола, в том числе грамотных 100 мужчин и 40 женщин. В местной земской приходской школе обучалось 47 чел.

Пирогов Александр Степанович (1899 – 1964), выдающийся российский оперный певец (бас), длительное время проживавший в селе Копаново.

По данным переписи 1897 г. село Копаново относилось к Ерахтурской волости Касимовского уезда, и в нем насчитывалось 115 дворов, в которых проживало 981 человек (474 мужчины и 507 женщин). В селе имелись деревянная Преображенская церковь, земская приходская школа, пожарный сарай, 2 мелочных и 2 винных лавки, чайная. Отхожим промыслом занимались 13 женщин и 126 мужчин, из них 122 бондаря.
По данным на 1905 г. в селе Копанове Ерахтурской волости Касимовского уезда насчитывалось 153 двора, в которых проживало 463 мужчины и 498 женщин. В селе имелись деревянная Преображенская церковь, земская школа и пристань.
Преображенский храм к этому времени находился в аварийном состоянии. И. В. Добролюбов еще в 1891 г. отмечал, что местная церковь «пришла в значительную ветхость и требует безотложно исправления». К тому же берег, где он стоял, интенсивно подмывался Окой, так что часть его обрушилась в реку. В результате две улицы и старинное сельское кладбище ушли под воду. И сейчас еще по берегу Оки в Копаново находят старинные монеты, нательные крестики, а то и черепа и кости, вымываемые водой. Поэтому было решено разобрать старый храм и построить новый в то же храмонаименование на безопасном месте, что и было сделано в 1907—1911 гг.
В 1930-е гг. в селе Копаново была проведена коллективизация крестьянских хозяйств, Преображенская церковь была закрыта, а ее имущество реквизировано.
К 1980 г. в селе Копаново проживало 178 жителей, действовало отделение совхоза «Борки», в селе имелись школа, клуб, магазин, водопроводная сеть с артезианской водой.
Здание деревянного Преображенского храма сохранялось вплоть до 1997 г., когда было уничтожено в результате пожара. 1 сентября 2013 г. на месте алтаря старинной Преображенской церкви началось строительство часовни во имя святой равноапостольной княгини Ольги.

## Транспорт
Основные грузо- и пассажироперевозки осуществляются автомобильным транспортом. До недавнего времени в селе имелась пристань (якорная стоянка) на реке Оке.

## Достопримечательности
- Дачный дом певцов-братьев Алексея и Александра Степановичей Пироговых. В 1980-е - 2000-е гг. в нем проживал в летние месяцы Ярослав Алексеевич Пирогов с супругой. Находится на одноименной сельской улице.
- Часовня в честь святой равноапостольной княгини Ольги (Елены). Начата строительством в 2013 г. на месте стоявшей здесь ранее деревянной Преображенской церкви.[7][8]